# GAMECITY文庫
GAMECITY文庫（ゲームシティぶんこ）は、コーエーが発行・発売していたライトノベル系文庫レーベル。2007年12月8日創刊。

## 概要
自社・他社を問わずコンピュータゲームのノベライズ作品（過去に新書で刊行されたタイトルの再録も含む）がラインナップの中心であったが、台湾の作家が執筆したオリジナル作品の日本語訳なども刊行された点が特徴であった。
単行本の通し番号は一般の文庫で広く用いられている著者別でなく、ジャンル別に「GCA」（歴史小説）・「GCB」（ネオロマンス系のノベライズ作品）・「GCC」（その他）の3種類となっていた。
新人賞は実施せず作品及びイラストの投稿のみ受け付けていた。

## タイトル一覧
GCA（歴史小説）
- 真・三國無双 〜風焔乱舞+群星翔舞〜（堀場亙）
- 超・三國志（今戸榮一訳・編/小林美智・イラスト）
- 超・三國志4（今戸榮一訳・編/小林美智・イラスト）

GCB（ネオロマンス系ノベライズ）
- 金色のコルダ 君のためにできること（藤野恵美）
- 金色のコルダ 君の音色が好きだから（藤野恵美）
- 金色のコルダ2 君と僕のポリフォニー（藤野恵美）
- ネオ アンジェリーク（1） 女王の翼（藤咲あゆな/イラスト：梶山ミカ）
- ネオ アンジェリーク（2） 崩壊の序曲（藤咲あゆな/イラスト：梶山ミカ）
- ネオ アンジェリーク（3） 天使の選択（藤咲あゆな/イラスト：梶山ミカ）
- 遙かなる時空の中で 遙かなる夢ものがたり（近藤史恵）
- 遙かなる時空の中で 花がたみ（近藤史恵）
- 遙かなる時空の中で 舞一夜（矢吹ましろ）
- 遙かなる時空の中で 朧草紙（矢吹ましろ）
- 遙かなる時空の中で3 紅の月（近藤史恵）
- 遙かなる時空の中で4（1） 果てなき天（あめ） （時海結以/イラスト：Chiyoko）
- 遙かなる時空の中で4（2） 志の遠き地（つち） （時海結以/イラスト：Chiyoko）

GCC（その他）
- マーベラス・ツインズ（古龍：著・川合章子：訳/藤田香：画）
- ルーンファクトリー2 〜流れ星とセシリア〜（柄本和昭 原作：はしもとよしふみ）